# Hypolimnas waigeuensis
Hypolimnas waigeuensis är en fjärilsart som beskrevs av James John Joicey och Talbot 1917. Hypolimnas waigeuensis ingår i släktet Hypolimnas och familjen praktfjärilar. Inga underarter finns listade i Catalogue of Life.